# Биллингтон, Крэйг
Крэйг Биллингтон (англ. Craig Billington; 11 сентября 1966) — канадский хоккеист, вратарь. Ассистент генерального менеджера хоккейного клуба «Колорадо Эвеланш». В Национальной хоккейной лиге играл с 1986 года и провел в общей сложности 15 сезонов, сменив пять различных клубов. Карьеру завершил в 2003 году в клубе «Вашингтон Кэпиталз».
На драфте 1984 года был выбран во втором раунде под общим 23 номером командой «Нью-Джерси Девилз».
В составе сборных Канады — победитель (1985) и серебряный призёр (1986) молодёжного чемпионата мира, серебряный призёр чемпионата мира 1991; был признан лучшим вратарём МЧМ-85.